# Che fine ha fatto Sara?
Che fine ha fatto Sara? (¿Quién mató a Sara?) è una serie televisiva messicana ideata da José Ignacio Valenzuelal e Perro Azul. La serie è prodotta e distribuita da Netflix dal 24 marzo 2021.

## Trama
Álex Guzmán, dopo aver trascorso 18 anni in prigione per un crimine che non ha commesso, decide di scoprire chi ha ucciso sua sorella Sara e vendicarsi della famiglia Lazcano.

## Episodi
| Stagione         | Episodi | Pubblicazione Messico | Pubblicazione Italia |
| ---------------- | ------- | --------------------- | -------------------- |
| Prima stagione   | 10      | 2021                  | 2021                 |
| Seconda stagione | 8       | 2021                  | 2021                 |
| Terza stagione   | 7       | 2022                  | 2022                 |

## Personaggi e interpreti

### Personaggi principali
- Alejandro "Alex" Guzmán (stagioni 1-3), interpretato da Manolo Cardona e da Leo Deluglio da giovane. 
 Fratello di Sara Guzmán, ha trascorso diciotto anni in carcere accusato del suo omicidio. Dopo essere stato rilasciato, tenterà in ogni modo di vendicarsi della famiglia Lazcano, convinto che sia l'artefice dell'omicidio di Sara.
- Elisa Lazcano (stagioni 1-3), interpretata da Carolina Miranda e da Julieta Soto Martínez da bambina. 
 Sorella minore di José Maria e Rodolfo. Dopo il rilascio di Alex, lo aiuterà a raggiungere la verità sulla morte di Sara per scoprire quali oscuri segreti nasconde la sua famiglia.
- José María "Chema" Lazcano (stagioni 1-3), interpretato da Eugenio Siller e da Polo Morín da giovane. 
 Secondogenito dei Lazcano, da sempre innamorato di Alex e rifiutato dal padre per via della sua omosessualità. Ha una relazione con Lorenzo Rossi. Si unirà ai suoi fratelli per aiutare Alex nella sua vendetta.
- Rodolfo Lazcano (stagioni 1-3), interpretato da Alejandro Nones e da Andrés Baida da giovane. 
 Primogenito dei Lazcano, viene spesso ripreso dal padre per il suo carattere debole. Dopo la morte di Sara, con la quale aveva una relazione, si fidanza con Sofia. Si unirà con Alex nella sua lotta contro il padre.
- Cesar Lazcano (stagioni 1-3), interpretato da Ginés García Millán e da David Llorente da giovane. 
 Marito di Mariana e padre di Elisa, José Maria e Rodolfo Lazcano. Uomo potente e senza scrupoli, ostacolerà con ogni mezzo i piani di Alex per impedirgli di infangare il nome della propria famiglia.
- Mariana Lazcano (stagione 1-3), interpretata da Claudia Ramírez e da Luciana González De León  da giovane. 
 Moglie di Cesar e madre di Elisa, José Maria e Rodolfo Lazcano. Donna devota e molto rispettosa nei confronti del marito. Anche lei tenterà di ostacolare Alex nel suo piano con l'aiuto di Elroy.
- Sofia Lazcano (stagioni 1-2), interpretata da Ana Lucía Domínguez. 
 Moglie di Rodolfo e madre di Bruno. Si scoprirà durante la serie che ha una relazione nascosta con Cesar.
- Bruno Lazcano (stagioni 1-2) interpretato da Iñaki Godoy. Figlio di Sofia e del suo primo marito, al momento del matrimonio nella madre con Rodolfo è diventato un Lazcano per adozione.
- Lorenzo Rossi (stagioni 1-2), interpretato da Luis Roberto Guzmán. 
 Avvocato di origini italiane, ha una relazione con Chema, con il quale cerca un utero in affitto per avere un figlio.

- Elroy Silva (stagioni 1-2), interpretato da Héctor Jiménez e da Marco Zapata da giovane. 
 Braccio destro di Mariana, la aiuterà a coprire le tracce in seguito alla morte di Sara.
- Sergio Hernandez (stagioni 1-2), interpretato da Juan Carlos Remolina. 
 Amico e socio di Cesar, lo aiuta a portare avanti il bordello nascosto nel seminterrato dei Lazcano.
- Clara Fernandez Galvez (stagioni 1-2), interpretata da Fátima Molina e da Luciana González da bambina. Figlia della domestica che lavorava in casa dei Lazcano. Affitterà il suo utero a Chema e Lorenzo per permettergli di avere un figlio.
- Marifer Fernandez Galvez (stagioni 1-3), interpretata da Litzy e da Ela Velden da giovane. 
 Migliore amica di Sara prima della sua morte, trascorre un'avventura di una notte con Alex e José Maria. Si scoprirà essere lei ad aiutare Alex in segreto tramite il nome di Diana Cacciatrice.
- Nicandro Gómez (stagione 2-3), interpretato da Matias Novoa e Martin Saracho da giovane. Amico dei fratelli Lazcano negli anni dell'adolescenza, ha avuto un'intesa sessuale segreta con Sara.
- Reinaldo Gómez (stagione 3), interpretato da Jean Reno. Padre di Nicandro e Daniela, marito di Frida: neuropsichiatra e imprenditore nel campo della ricerca medica e farmaceutica.
- Sara Guzmán (stagione 1-3), interpretata da Ximena Lamadrid. 
 Sorella di Alex e fidanzata di Rodolfo, muore durante una vacanza nella tenuta estiva dei Lazcano.

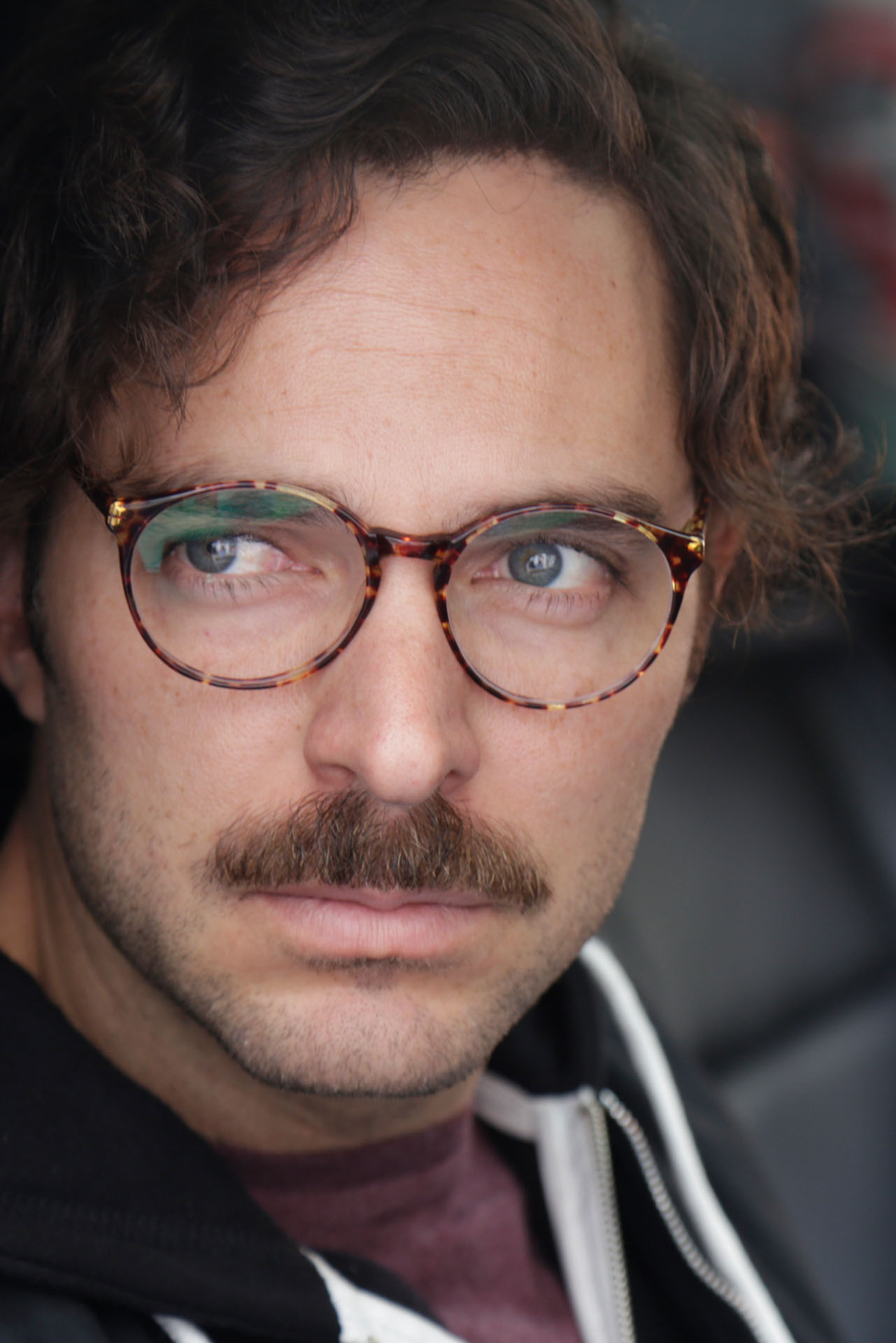
Manolo Cardona interpreta Alex Guzmán
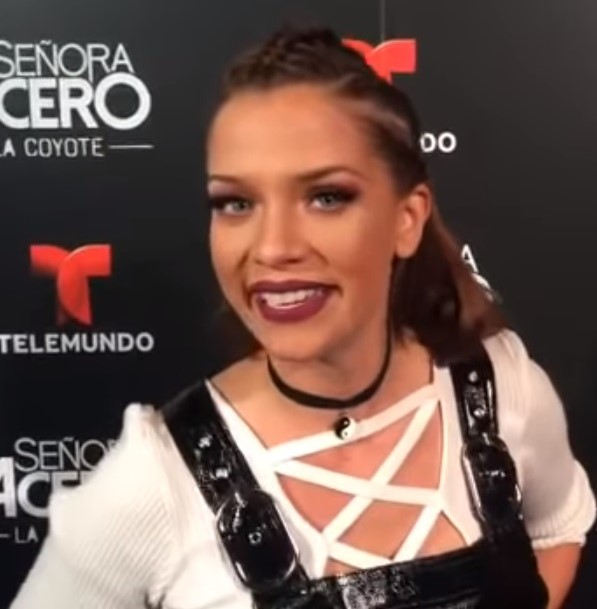
Carolina Miranda interpreta Elisa Lazcano
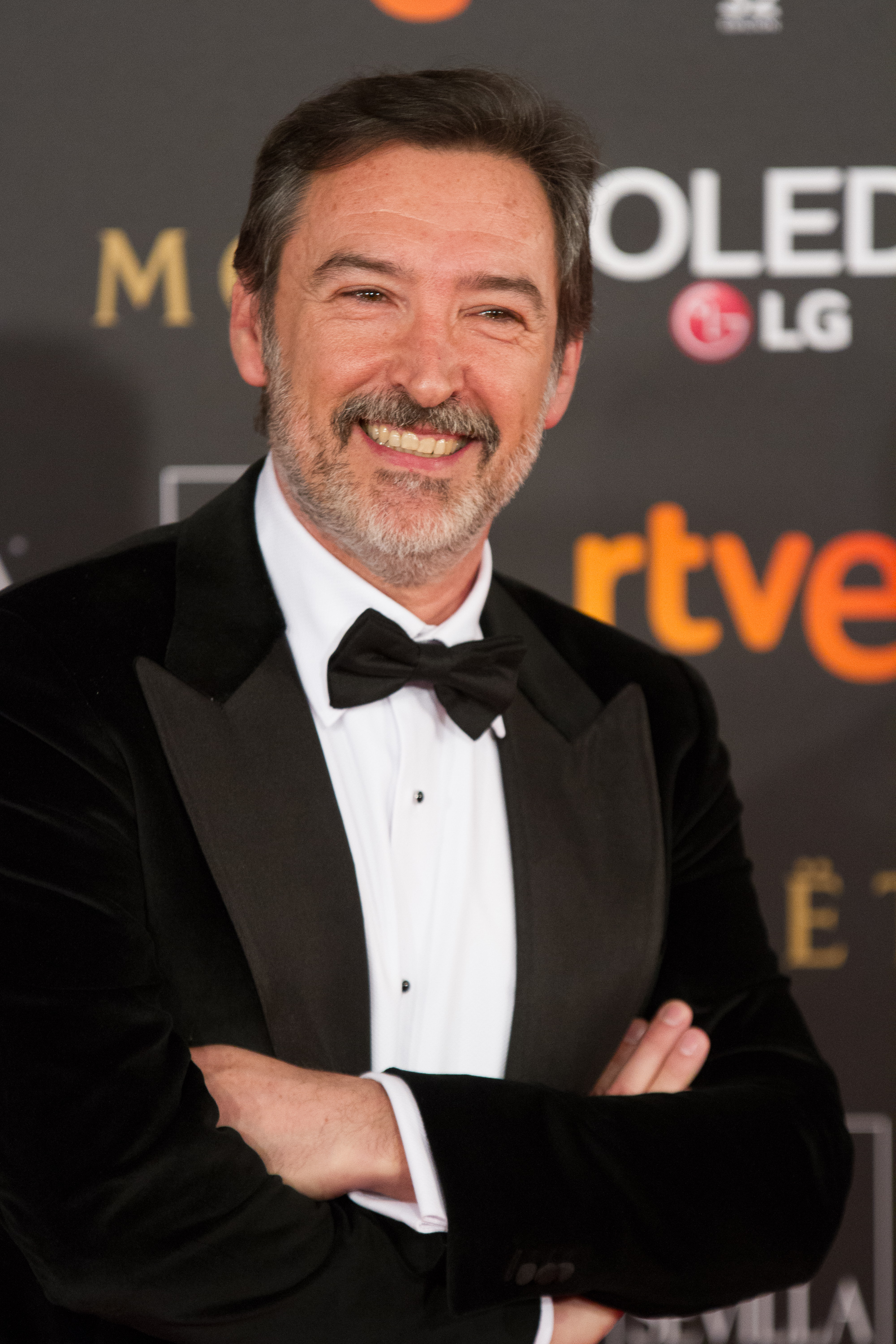
Ginés García Millán interpreta Cesar Lazcano
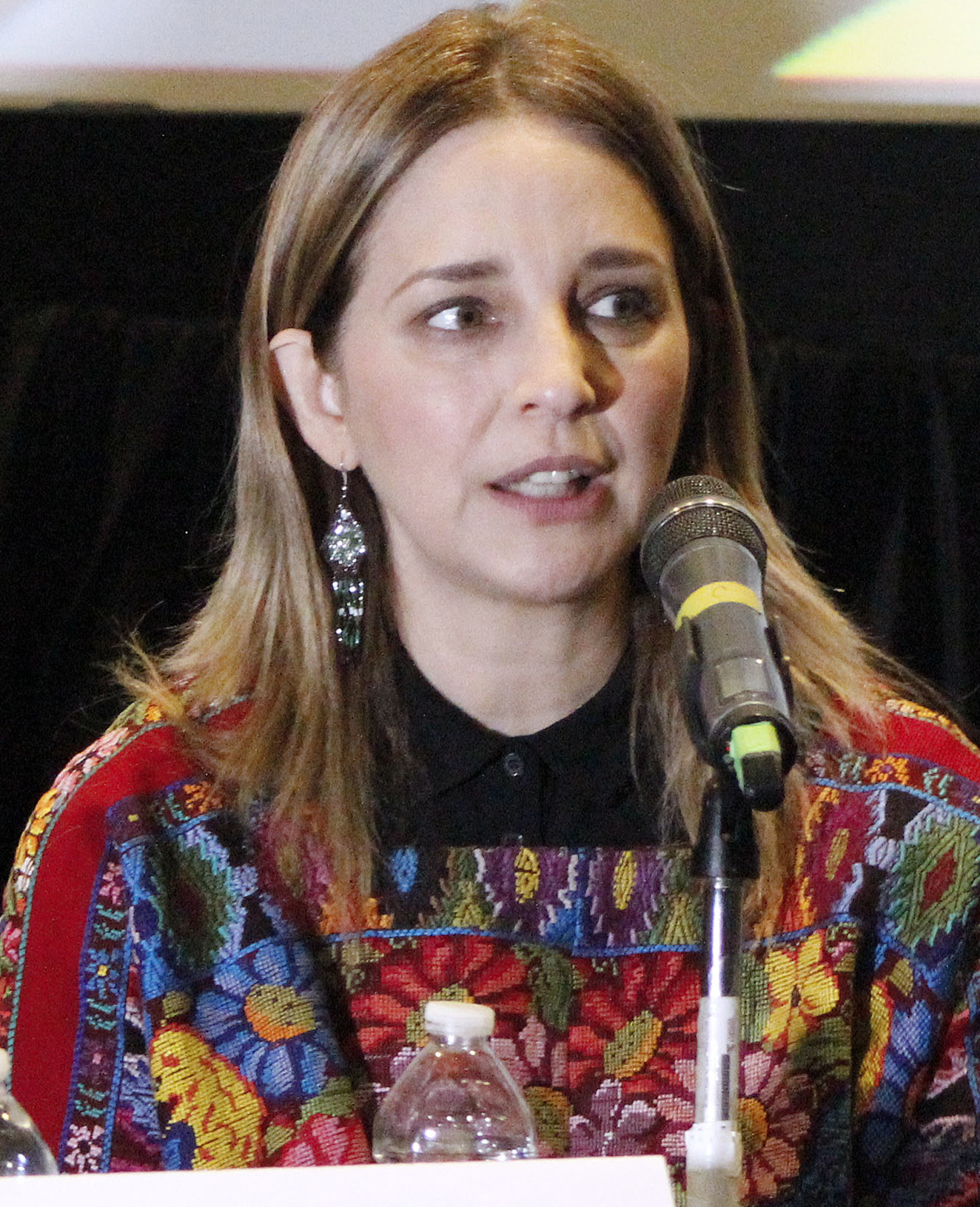
Claudia Ramírez interpreta Mariana Lazcano
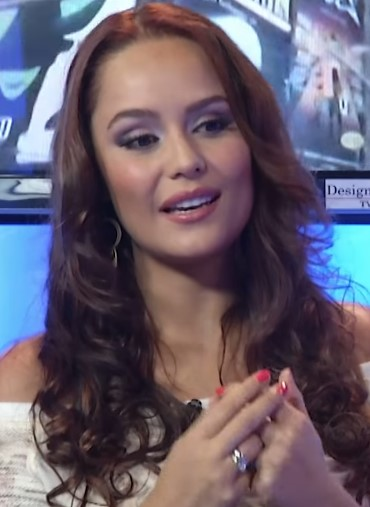
Ana Lucía Domínguez interpreta Sofia Lazcano
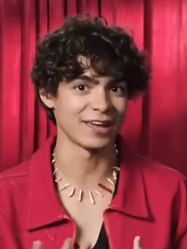
Iñaki Godoy interpreta Bruno Lazcano
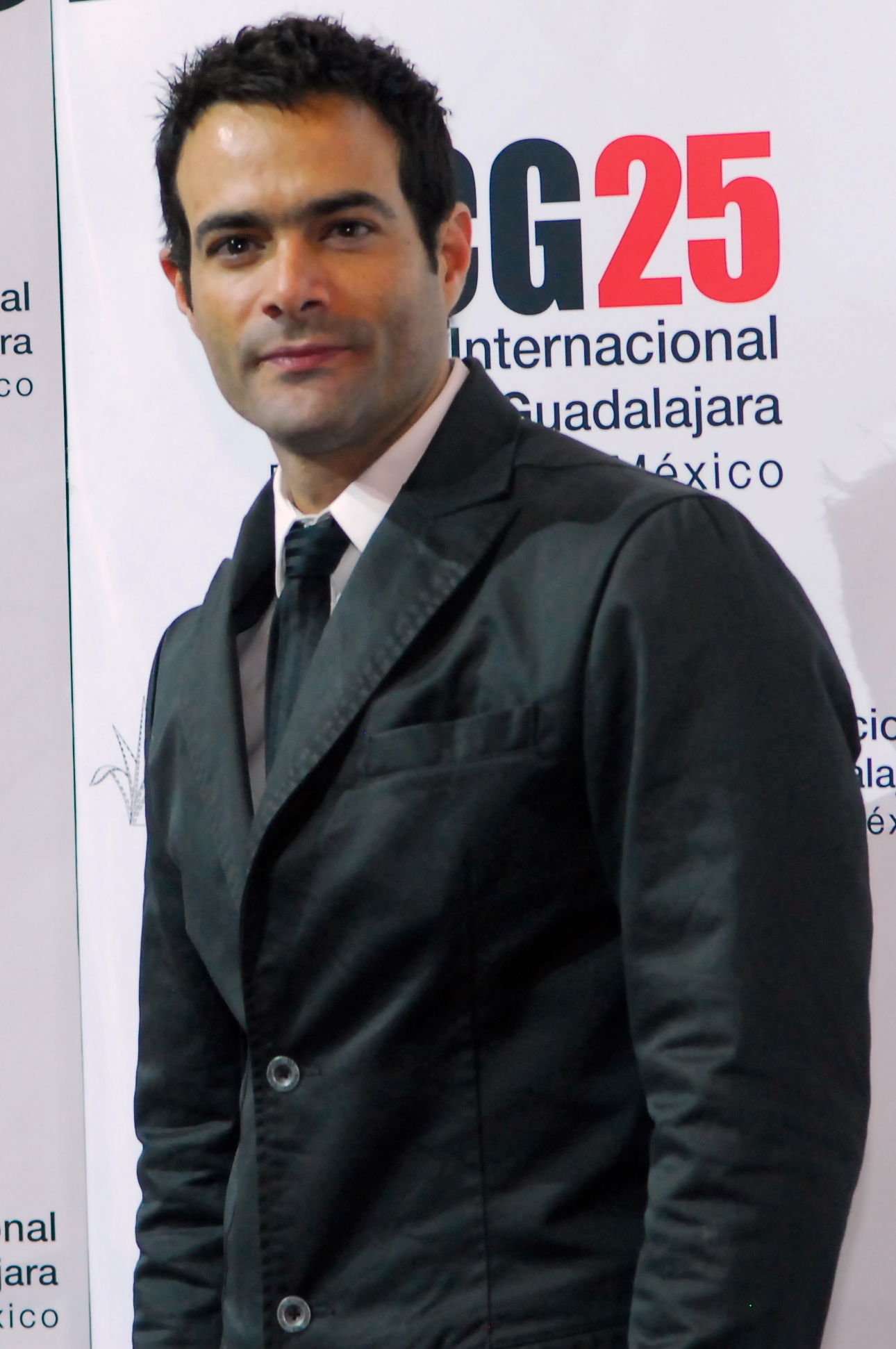
Luis Roberto Guzmán interpreta Lorenzo Rossi
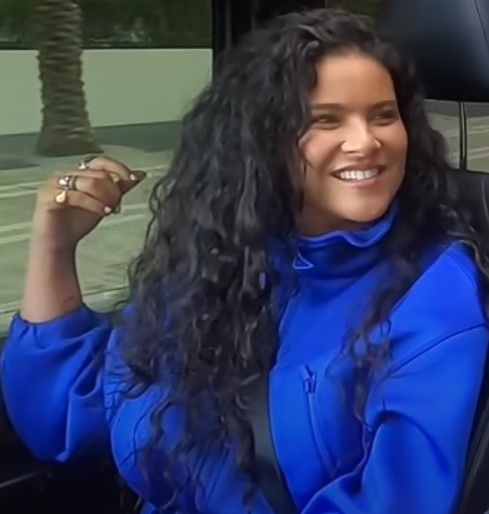
Litzy interpreta Marifer Fernandez Galvez
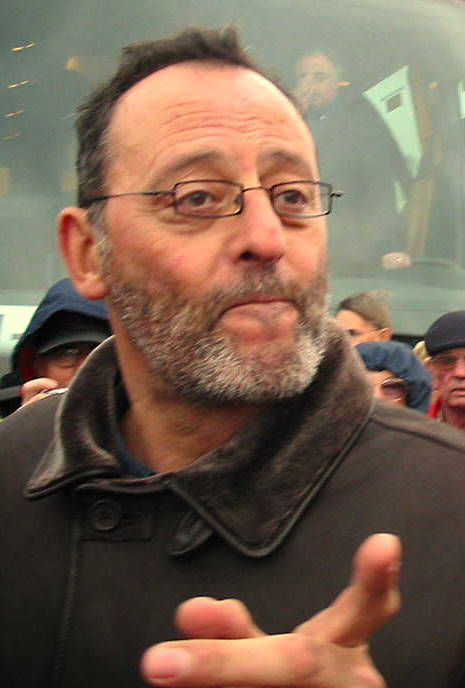
Jean Reno interpreta Reinaldo Gómez

### Personaggi secondari
- Lucia Guzmán (stagioni 1-3), interpretata da Mar Carrera e Valentina Manzini da giovane. 
 Madre di Alex e Sara, muore per una grave malattia poco dopo che il figlio viene incarcerato
- Moncho (stagioni 1-2), interpretato da Cayetano Arámburo: fuorilegge che ricatta Chema e Lorenzo.
- Imara (stagione 1), interpretata da María Andrea: ragazza tenuta prigioniera nel bordello segreto sotto il casinò dei Lazcano, dove è costretta a prostituirsi.
- Hugo Alanís (stagioni 2-3), interpretato da Daniel Giménez Cacho: medico e psichiatra di Sara.
- Macarena Morales (stagioni 2-3), interpretata da Claudette Maillé: agente di polizia.
- Abel Martínez (stagione 2), interpretato da Antonio de la Vega. È il padre biologico di Sara, la quale è nata in seguito a uno stupro della madre di Alex da parte sua. Sara ha ereditato da lui i suoi disturbi mentali e psicotici, tra i quali la schizofrenia. Si scoprirà essere lui la persona sepolta nel giardino della casa dei Guzmán.
- Cristina Fernandez Galvez (stagione 2), interpretata da Úrsula Pruneda: madre di Clara e Marifer, ex domestica di casa Lazcano.
- Flor Sánchez (stagione 2), interpretata da Lilén Fernandez: ragazza rapita, torturata e uccisa da Sergio.
- Daniela Gómez (stagione 3), interpretata da Gabriela de la Garza e da Sara Cobo da giovane: figlia di Reinaldo e sorella di Nicandro.
- Frida Gómez  (stagione 3), interpretata da Rebecca Jones: moglie di Reinaldo e madre di Nicandro e Daniela.
- Tonya Calderón (stagione 3), interpretata da Lumi Cavazos: infermiera di Alanís e collaboratrice di Reinaldo.

### Guest star
- Il Recluso (stagione 3), interpretato da Quetzalli Cortés: criminale detenuto nello stesso carcere di Chema.

- Alma Solares (stagione 3), interpretata da Maite Perroni: avvocato di Chema, amica, collega e compagna di studi di Lorenzo.

## Produzione

### Sviluppo
Che fine ha fatto Sara? è stato prodotto da Perro Azul per Netflix. La prima e la seconda stagione sono state girate consecutivamente a Città del Messico secondo rigide linee guida di sicurezza a causa della pandemia COVID-19. La prima stagione di 10 episodi è stata presentata in anteprima su Netflix il 24 marzo 2021. Netflix ha inoltre annunciato la data di uscita della seconda stagione, composta da 8 episodi, già girata, per il 19 maggio 2021.
Nell’agosto del 2021 la serie viene rinnovata per una terza stagione in uscita nel 2022.
Nel novembre 2021 viene ufficializzato che la terza stagione sarà l’ultima.

## Accoglienza

### Ascolti
Dopo la sua distribuzione, Che fine ha fatto Sara? ha rapidamente conquistato il primo posto per lo spettacolo più trasmesso in Europa e negli Stati Uniti registrando 55 milioni di visualizzazioni dopo soli 28 giorni dal suo debutto.